# Fosfatidilinozitol-4,5-bisfosfatna 4-fosfataza
Fosfatidilinozitol-4,5-bisfosfatna 4-fosfataza (EC 3.1.3.78, fosfatidilinozitol-4,5-bisfosfat 4-fosfataza I, fosfatidilinozitol-4,5-bisfosfat 4-fosfataza II, tip I PtdIns-4,5-P2 4-Ptaza, tip II PtdIns-4,5-P2 4-Ptaza, IpgD, PtdIns-4,5-P2 4-fosfataza tip I, PtdIns-4,5-P2 4-fosfataza tip II, tip I fosfatidilinozitol-4,5-bisfosfat 4-fosfataza, tip 1 4-fosfataza) je enzim sa sistematskim imenom 1-fosfatidil-1-mio-inozitol-4,5-bisfosfat 4-fosfohidrolaza. Ovaj enzim katalizuje sledeću hemijsku reakciju
1-fosfatidil-1-mio-inozitol 4,5-bisfosfat + 2O {\displaystyle \rightleftharpoons } 1-fosfatidil-1-mio-inozitol 5-fosfat + fosfat
U ćelijama sisara postoje dva puta za degradaciju 1-fosfatidil-1-mio-inozitol 4,5-bisfosfata []. Jedan je katalizovan ovim enzimom, a drugi enzimom EC 3.1.3.36, fosfoinozitid 5-fosfatazom.

## Literatura
- Nicholas C. Price; Lewis Stevens (1999). Fundamentals of Enzymology: The Cell and Molecular Biology of Catalytic Proteins (Third изд.). USA: Oxford University Press. ISBN 019850229X.
- Eric J. Toone (2006). Advances in Enzymology and Related Areas of Molecular Biology, Protein Evolution (Volume 75 изд.). Wiley-Interscience. ISBN 0471205036.
- Branden C; Tooze J. Introduction to Protein Structure. New York, NY: Garland Publishing. ISBN 0-8153-2305-0.
- Irwin H. Segel. Enzyme Kinetics: Behavior and Analysis of Rapid Equilibrium and Steady-State Enzyme Systems (Book 44 изд.). Wiley Classics Library. ISBN 0471303097.

## Spoljašnje veze
- Phosphatidylinositol-4,5-bisphosphate+4-phosphatase на 